# Barcelonès

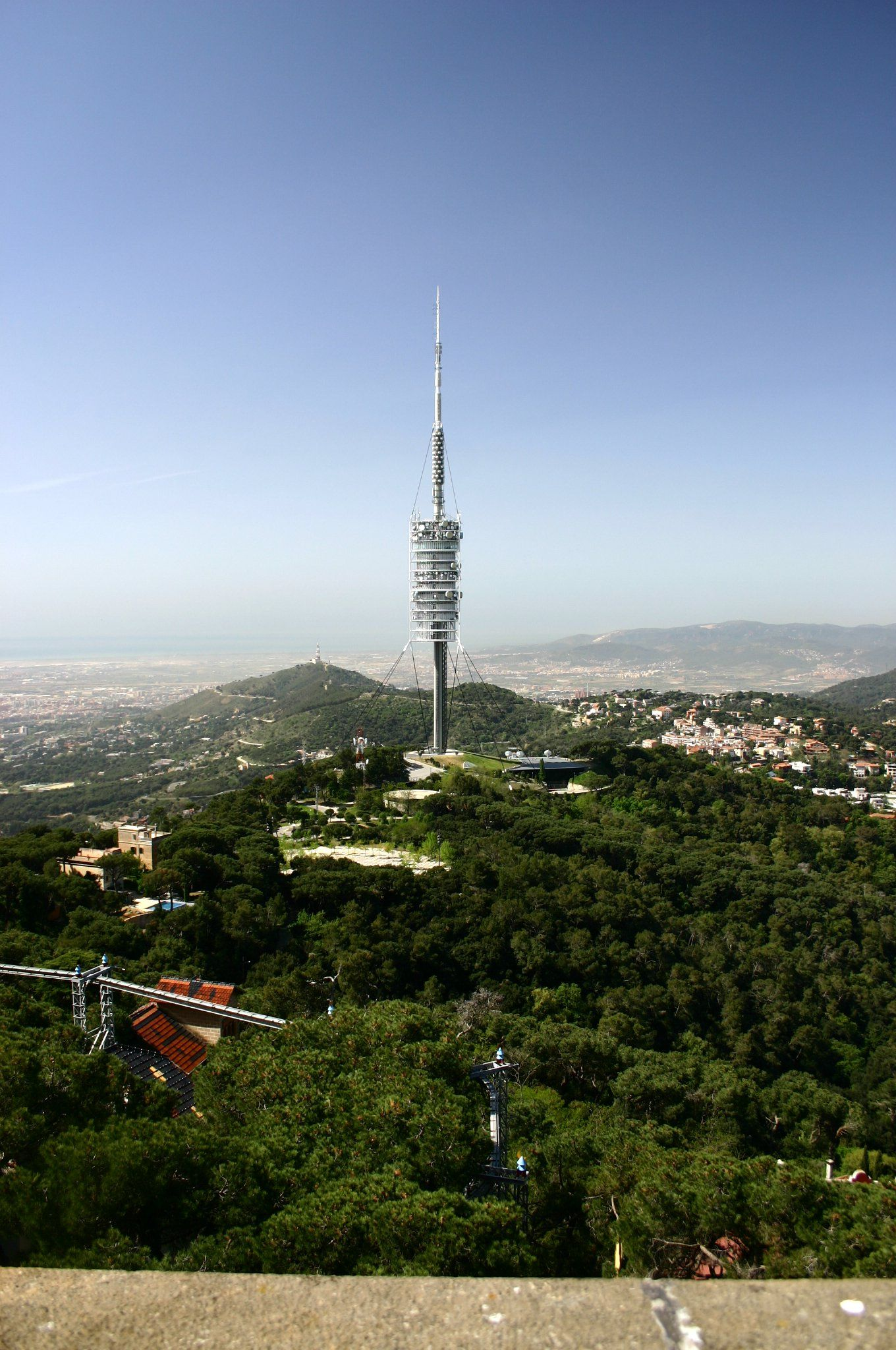
Utsikt över grevskapet Barcelonès.

Barcelonès är ett grevskap, comarca, i Katalonien. Huvudstad är Barcelona som även är den största kommunen. Barcelonès är det mest befolkade och ekonomiskt viktiga grevskapet i Katalonien.

## Kommuner
Barcelonès är uppdelat i 5 kommuner, municipis.
| Kommun                    | Yta (km²) | Befolkning | inv/km² |
| ------------------------- | --------- | ---------- | ------- |
| Badalona                  | 21,17     | 218 553    | 10 324  |
| Barcelona                 | 100,4     | 1 593 075  | 15 869  |
| L'Hospitalet de Llobregat | 12,49     | 252 884    | 20 247  |
| Santa Coloma de Gramanet  | 6,99      | 118 129    | 16 900  |
| Sant Adrià de Besòs       | 3,78      | 32 940     | 8 714   |